# Чемпионство мира по рестлингу в тяжёлом весе
Чемпионство мира по рестлингу в тяжёлом весе (англ. World Heavyweight Wrestling Championship) — первый признанный титул чемпиона мира по рестлингу в тяжёлом весе, созданный в 1905 году для определения лучшего борца в мире.
Последующая история титула не является линейной, чемпион оспаривался между различными промоушенами вплоть до образования National Wrestling Alliance (NWA) в 1948 году. Последние несколько чемпионских титулов признаны NWA в рамках линии титула чемпиона мира в тяжёлом весе NWA.
Первым признанным чемпионом мира по рестлингу в тяжёлом весе был Георг Гаккеншмидт, который официально выиграл титул 4 мая 1905 года, победив Тома Дженкинса в Нью-Йорке. Титул оставался активным в течение следующих 51 года, а последнее признанное чемпионство оспаривалось между Лу Тезом и Эдуардом Карпентье после того, как матч между ними закончился дисквалификацией.

## История
Георг Гаккеншмидт выиграл турнир на первенство мира и стал первым чемпионом. В том же году Гаккеншмидт выиграл ещё несколько турниров в Париже, Франция; Гамбурге, Германия; Санкт-Петербурге, Россия; Эльберфельде, Германия; и Берлине, Германия. Он также выиграл титул чемпиона Европы по греко-римской борьбе в тяжёлом весе у Тома Кэннона 4 сентября 1902 года в Ливерпуле, Англия. Он получил признание как чемпион мира по рестлингу в тяжёлом весе 30 января 1904 года в Лондоне, Англия, победив Ахмеда Мадрали. Гаккеншмидт победил американского чемпиона в тяжёлом весе Тома Дженкинса 4 мая 1905 года в Нью-Йорке и стал признанным чемпионом мира в Северной Америке.
После победы над Дженкинсом в 1905 году Гаккеншмидт стал обладателем титула чемпиона мира и оставался непобеждённым до тех пор, пока 3 апреля 1908 года в павильоне «Декстер-парка» в Чикаго он не сошёлся с Фрэнком Готчем. Демонстрируя своё презрение к Готчу и американскому реслингу в целом, Гаккеншмидт был не в лучшем состоянии. Отказавшись публично тренироваться в Чикагском атлетическом клубе, несмотря на то, что для этого были приняты соответствующие меры, он был не допущен в клуб и проводил время либо в своём гостиничном номере, либо в долгих утренних и вечерних прогулках вдоль озера Мичиган. Пренебрегая тренировками, он потерял свою выносливость, которая никогда не была фактором в его предыдущих матчах, потому что он заканчивал их так быстро. Против Готча, который находился на пике формы, это будет иметь решающее значение.
Готч использовал свою скорость, защиту и грубую тактику, чтобы измотать чемпиона, а затем приступить к атаке. Борцы простояли на ногах целых два часа, прежде чем Готч смог подобраться к Гаккеншмидта и повалить его. Пока они стояли на ногах, Готч старался опираться на Гаккеншмидта, чтобы измотать его. Он издевался над ним на ринге, и от его ударов пальцами и ногами Гаккеншмидт был весь в крови. Однажды Готч ударил Гаккеншмидта по носу. Гаккеншмидт пожаловался рефери на нечестную тактику Готча и попросил заставить Готча принять горячий душ, чтобы избавить его тело от обилия масла, но рефери проигнорировал жалобы и сказал Гаккеншмидту, что он должен был заметить масло до начала матча. Матч продолжался до двухчасовой отметки, когда Гаккеншмидт был прижат к канатам. Готч оторвал его от канатов, повалил на землю и три минуты жёстко катал его, работая над захватом ног. Гаккеншмидт тренировался избегать этого приёма, что он и сделал, но это усилие отняло у него последние силы. Гаккеншмидт отказался от удержания. «Я сдаю титул чемпиона мира мистеру Готчу», — сказал он, встал и пожал руку Готчу. После этого борцы удалились в раздевалки, а затем вышли на ринг для второго удержания, но Гаккеншмидт отказался вернуться на ринг, сказав рефери объявить Готча победителем, тем самым уступив ему свой титул. Хотя сначала он назвал Готча «величайшим человеком, которого я когда-либо встречал», и объяснил, что его мышцы затекли, а ноги отказали, и что он знал, что не сможет победить, и поэтому уступил матч, позже Гаккеншмидт изменил своё мнение о Готче и американцах в целом, заявив, что Готч обматерил его и стал жертвой в Америке, и призвал к матчу-реваншу в Европе.
Фрэнк Готч удерживал титул в течение пяти лет до окончания карьеры 1 апреля 1913 года. Он стал шестым в истории чемпионом мира в тяжёлом весе по продолжительности после Бруно Саммартино, Джима Лондоса, Лу Теза, Верна Ганье (все они владели своими титулами более семи лет) и Боба Бэклунда (который владел своим титулом почти шесть лет).
Джо Стечер победил чемпиона Америки в тяжёлом весе Чарли Катлера и стал первым широко признанным чемпионом мира в тяжёлом весе после конца карьеры Фрэнка Готча.